# Beyond Zork
Beyond Zork (titolo completo: Beyond Zork: The Coconut of Quendor) è il quarto videogioco della serie di avventure testuali Zork, scritto da Brian Moriarty e pubblicato da Infocom nel 1987 per i computer Amiga, Apple II, Apple IIGS, Atari ST, Mac OS, MS-DOS e Commodore 128. A differenza dei primi tre titoli, composti da solo testo, Beyond Zork include una rudimentale mappa in modalità grafica ed elementi da videogioco di ruolo, come livelli e statistiche che si guadagnano risolvendo gli enigmi.

## Modalità di gioco
Il giocatore può creare il personaggio distribuendo dei punti di competenza tra sei sue caratteristiche, e ciò influenza i possibili metodi di soluzione degli enigmi e l'evolversi dello scenario.
Una semplice mappa grafica dei dintorni, che si espande in tempo reale man mano che si visitano altri luoghi, viene mostrata a fianco del testo descrittivo.
Sono presenti in tutto 128 luoghi, 77 oggetti e 1569 parole.